# Paranerita persimilis
Paranerita persimilis är en fjärilsart som beskrevs av Rothschild 1909. Paranerita persimilis ingår i släktet Paranerita och familjen björnspinnare. Inga underarter finns listade i Catalogue of Life.